# Гордість і упередження і зомбі (фільм)
«Гордість і упередження і зомбі» (англ. Pride and Prejudice and Zombies) — американський комедійний фільм жахів, зфільмований за однойменним романом Сета Ґрема-Сміта. Твір з тією ж назвою був опублікований в 2009 році, і є пародією на класичний британський роман «Гордість і упередження» (1813) Джейн Остін.
Режисером та сценаристом фільму є Барр Стірс. Головні ролі виконували Лілі Джеймс, Сем Райлі, Джек Г'юстон, Белла Гіткот, Дуглас Бут, Метт Сміт, Чарльз Денс та Ліна Гіді. Прем'єра в США відбулася 5 лютого 2016 року (за підтримки кінокомпанії  Screen Gems). Кінокомпанія Lionsgate відповідає за розповсюдження фільму поза межами США. В Україні прем'єра відбулася 18 лютого 2016 року. 

## Сюжет
В ході морських подорожей до Англії було занесено чуму, яка перетворювала людей на рухомих мерців, що спустошили країну в прагненні пожирати мізки живих. Лондон було обнесено стіною, а околиці, звані «Чистилищем» —  ровом. Після прориву рову і кровопролитної війни з мерцями туди лишився тільки один шлях — через єдиний міст. Аристократи, що повернулися до «Чистилища» в свої маєтки, задля захисту відправляють своїх дітей вчитися єдиноборствам до Китаю і Японії. 
Полковник Дарсі, стурбований раптовим спалахом чуми в досі безпечній місцині, прибуває до будинку багатої сім'ї, щоб розслідувати чутки про нещодавно інфікованого. Він спостерігає за розвагами знаті та випускає із флакону засіб перевірки на зомбі — трупних мух. Коли мухи обсідають главу сім'ї, Дарсі стинає йому голову і йде, думаючи, що попередив поширення чуми. Одна з молодих дівчат в будинку піднімається нагору до племінниці вбитого зомбі. Та виявляється вже перетвореною на зомбі й нападає, голодна до людських мізків. 
Тим часом сестри Беннет — Елізабет, Джейн, Кітті, Лідія, і Мері, повертаються з Китаю, а саме Шаоліня, де навчалися єдиноборствам, до свого батька. Хоча навчання в Китаї вважається розрахованим на бідних, містер Беннет переконаний, що саме там можна отримати дійсно корисні знання. Місіс Беннет бажає, щоб її дочки тепер вийшли заміж за багатих женихів, адже Беннети не дуже багаті, а після смерті їхнього батька, згідно закону, маєток може успадкувати тільки чоловік. Вона покладає надії на молодого і красивого містера Бінглі. В той же час Елізабет не хоче шукати чоловіка.
На балу Бінглі помічає Джейн. Коли Елізабет підслуховує зневажливий коментар про себе від містера Дарсі, вона виходить на вулицю і зі сльозами на очах зустрічає місіс Фезерстоун, обернену на зомбі. До того як зомбі встигає щось сказати Елізабет, її застрелює Дарсі. Орда зомбі нападає на будинок, спонукаючи сестер Беннет боротися з ними, користуючись набутими в Китаї навичками. Містер Дарсі вражений майстерністю і красою Елізабет в бою.
Сестри Бінглі запрошують Джейн на чай в маєток у Нізерфілді. Місіс Беннет змушує її покинути маєток, думаючи, що за зволікання їй неодмінно доведеться залишитися там через наближення грози. Дорогою звідти Джейн зустрічає в саду зомбі, а її пістолет дає осічку, обпікаючи руку. По поверненню у Нізерфілд Дарсі наказує замкнути її в кімнаті зі страху, що Джейн вкусив зомбі. Дарсі випускає своїх мух аби перевірити острах, та Елізабет майстерно ловить кожну з мух і показово кладе їх до руки містера Дарсі.
Беннети відвідують пастора Коллінза, який має намір одружитися з однією із сестер. Він спочатку кладе погляд на Джейн, хоча та говорить, що їй подобається Бінглі. Потім він залицяється до Елізабет, говорячи відмовитися від свого життя дівчини-воїна, але та відкидає пропозицію, вважаючи Коллінза нудним і педантичним.
Після того, як Джейн одужає, сестри відвідують наступний бал Бінглі. Там Елізабет зустрічає солдата Вікхема, який здається їй гарним та ввічливим. Він каже Елізабет, що має певні справи з містером Дарсі і не хоче кидати йому виклик. Несподівано група зомбі атакує маєток, в результаті чого Бінглі раниться, а містер Дарсі приєднується до Елізабет в боротьбі з мерцями.
Елізабет вірить містеру Вікхему, що той хоче показати їй щось дивовижне поза «Чистилищем», і вирушає з ним. Вони прибувають до церкви, яка виявляється наповненою зомбі, котрі «причащаються» свинячими мізками, щоб не прагнути людських і таким чином зберігаючи частку людяності. Вікхем пропонує Елізабет приєднатися до нього в допомозі зомбі, які, маючи таких розумних зомбі за своїх правителів, перестануть тероризувати живих людей. Згодом Елізабет і містер Вікхем зустрічаються з тіткою містера Дарсі, леді Кетрін де Бург, відомою мисливицею на зомбі, з метою переконати її почати переговори з «аристократами» зомбі, адже війна з мерцями спустошила казну Англії і їхня перемога тепер тільки питання часу. Містер Дарсі і леді Кетрін з насмішками відмовляються. Коли згодом містер Дарсі пропонує Елізабет бути з ним, вона висловлює своє обурення його гординею та зверхністю і бореться з ним в поєдинку. Містер Дарсі долає її, але ображений її звинуваченнями і ненавистю до нього, не шкодить дівчині та йде.
Містер Дарсі пише Елізабет лист, де вибачається за свої дії і заявляє, що боявся аби Джейн не вийшла за Бінглі тільки через його багатство. Дарсі також згадує, що Вікхем знехтував його довірою і залицявся до його п'ятнадцятирічної сестри, щоб заволодіти її статками. Наприкінці листа Дарсі пише, що бореться з зомбі в Лондоні, які наповнили місто, наче кимось керовані. Елізабет стикається з леді Кетрін і її охоронцем Вільгельмом. Кетрін стверджує, що містер Дарсі мав намір одружитися з її хворою дочкою, Енн, а Елізабет не рівня їй. Коли Елізабет заперечує це, Кетрін підбурює Елізабет і Вільгельма на бій, але та пересилює охоронця. Згодом Кетрін вирішує захистити сім'ю Елізабет від наближення зомбі і бере її до себе в маєток. Коли Елізабет дізнається, що містер Вікхем втік з її молодшою сестрою Лідією, вирішує піти врятувати її.
Елізабет приєднується до містера Дарсі в Лондоні і допомагає йому боротися з мерцями. Містер Дарсі зустрічає містера Вікхема в старій церкві і визволяє Лідію з підвалу, де той її ув'язнив. Дарсі виходить на поєдинок з Вікхемом аби помститися за його безчестя і виявляє укус зомбі на його грудях. Викритий Вікхем-зомбі розповідає, що це він очолив атаку зомбі на Лондон і нагодував їх мозком убитих солдатів. Тепер всі мерці підкорюються йому, Вікхем випускає з підвалу церкви замкнених там зомбі.
Охороняючи останній міст з Лондона, містер Дарсі сходиться з Вікхемом вдруге і майже програє. Але в останню мить прибуває Елізабет і відрубує Вікхему руку з шаблею. Містер Дарсі з Елізабет їдуть через міст, тікаючи від орди зомбі. Не чекаючи поки вони встигнуть його перетнути, солдати підривають закладену вибухівку, проте Елізабет з Дарсі встигають уникнути обвалу. Елізабет розповідає непритомному Дарсі про своє кохання до нього і усвідомлення яка він насправді добра людина. Після того, як містер Дарсі одужує, він зізнається, що насправді чув її слова і робить пропозицію вийти за нього, на що Елізабет погоджується. Минає якийсь час і Елізабет та Дарсі одружуються в одній церкві поряд з Бінглі і Джейн, а розпоряджається церемонією містер Коллінз.
В сцені під час титрів тепер однорукий містер Вікхем веде зомбі в нову атаку.

## У ролях
- Лілі Джеймс — Елізабет Беннет
- Сем Райлі — містер Дарсі
- Джек Г'юстон — містер Вікгем
- Белла Гіткот — Джейн Беннет
- Дуглас Бут — містер Бінґлі
- Метт Сміт — містер Коллінз
- Чарльз Денс — містер Беннет
- Ліна Гіді — леді Кетрін [3]
- С'юкі Вотергаус — Кетрін Беннет
- Емма Ґрінвел[en] — Керолайн Бінглі
- Доллі Велс — місіс Фезерстон
- Том Лоркан — лейтенант Денні
- Еллі Бамбер — Лідія Беннет
- Міллі Брейді — Мері Беннет
- Саллі Фіілліпс — місіс Беннет
- Герміона Корфілд — Кассандра Фізерстовн
- Джес Радомська — Аннабель Нізерфілд
- Піппа Гейвуд — місіс Лонґ